# Барселона (провинция)
Барсело́на (кат. и исп. Barcelona) — провинция на северо-востоке Испании в составе автономного сообщества Каталония. Административный центр — Барселона.

## География
Территория — 7733 км² (33-е место).

## Население
Население — 5,226 млн (2-е место среди провинций страны; данные 2005 г.).

## Политика
Провинция выбирает 31 депутата Палаты депутатов и 4 сенаторов Сената.

## Муниципалитеты

Муниципалитеты провинции Барселона

Основной административной единицей, на которые разделена провинция, являются муниципалитеты. В провинции Барселона их насчитывается 311.

## Комарки
| Альт-Пенедес                                | 592,7 км²  | 106 168 чел.   | 179,1 чел./км²    | 27 | Вильяфранка-дель-Пенедес |
| Анойя                                       | 866,6 км²  | 117 444 чел.   | 135,6 чел./км²    | 33 | Игуалада                 |
| Бажес                                       | 1092,3 км² | 174 604 чел.   | 159,85 чел./км²   | 30 | Манреса                  |
| Баш-Льобрегат                               | 486 км²    | 806 651 чел.   | 1659,8 чел./км²   | 30 | Сан-Фелиу-де-Льобрегат   |
| Барселонес                                  | 145,8 км²  | 2 225 144 чел. | 15 266,9 чел./км² | 5  | Барселона                |
| Бергеда                                     | 1185,3 км² | 39 517 чел.    | 35 чел./км²       | 31 | Берга                    |
| Гарраф                                      | 185,1 км²  | 145 983 чел.   | 788,6 чел./км²    | 6  | Виланова-и-ла-Желтру     |
| Маресме                                     | 398,5 км²  | 439 512 чел.   | 1102,8 чел./км²   | 30 | Матаро                   |
| Моянес                                      | 337,9 км²  | 13 098 чел.    | 38,76 чел./км²    | 10 | Мойя                     |
| Осона                                       | 1245,2 км² | 154 925 чел.   | 124,42 чел./км²   | 50 | Вик                      |
| Вальес-Оксиденталь                          | 583,1 км²  | 900 661 чел.   | 1544,5 чел./км²   | 23 | Сабадель / Тарраса       |
| Вальес-Орьенталь                            | 735 км²    | 400 375 чел.   | 544,7 чел./км²    | 39 | Гранольерс               |
| Источник: Статистический институт Каталонии |            |                |                   |    |                          |

Поскольку административные границы районов (комарок) и провинций не совпадают полностью, есть несколько муниципалитетов, которые административно относятся к одному из перечисленных районов, но не к провинции Барселоны. Это муниципалитеты Эспинельвес, Видра и Виладрау, входящие в комарку Осона, но при этом относящиеся к провинции Жирона, и муниципалитет Госоль, входящий в комарку Бергеда, но относящийся к провинции Льейда. Напротив, муниципалитет Фогас-де-Тордера входит в комарку Сельва, но относится к провинции Барселона.

## Достопримечательности

### Олимпийская деревня

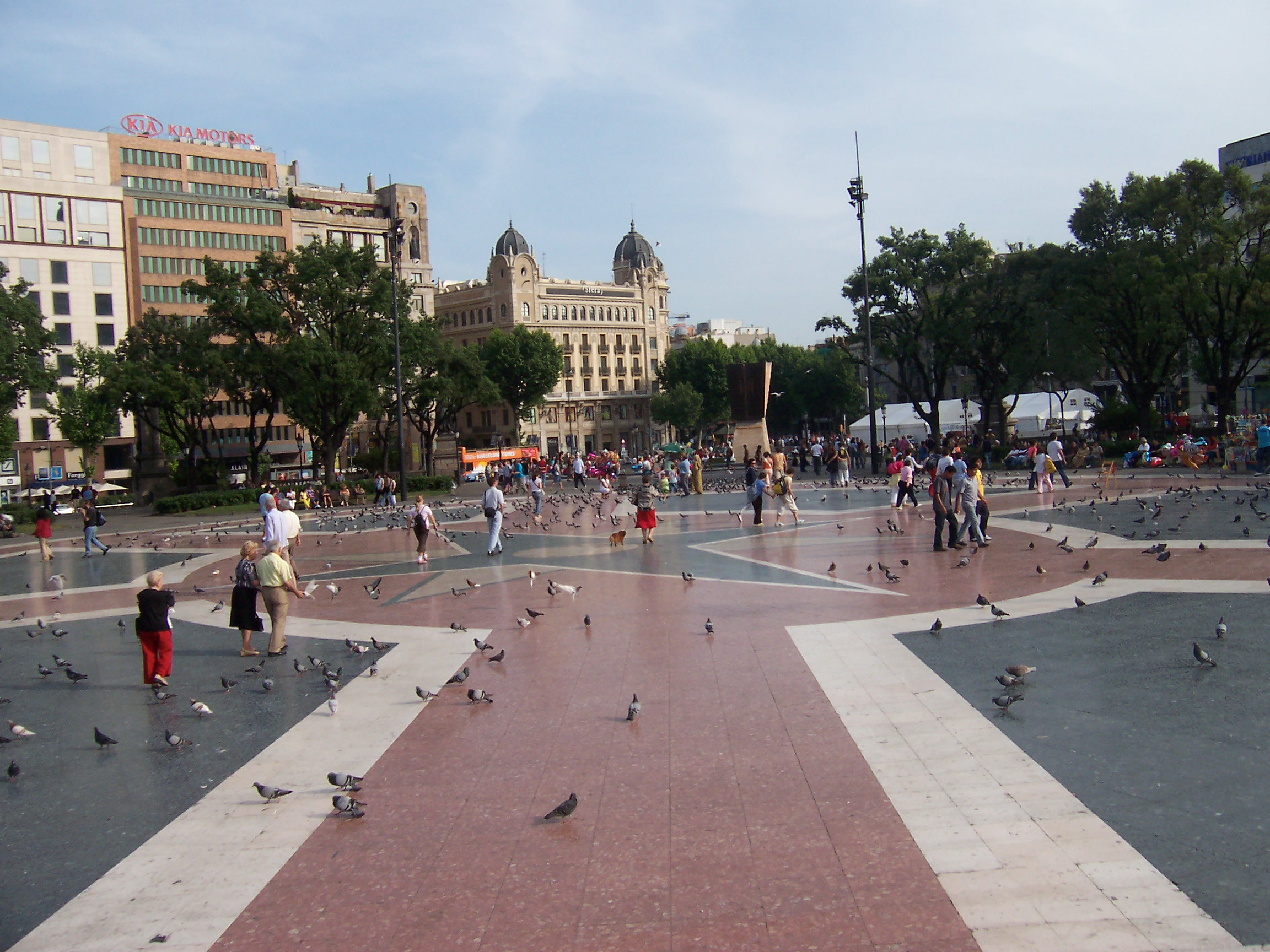
Площадь Каталонии
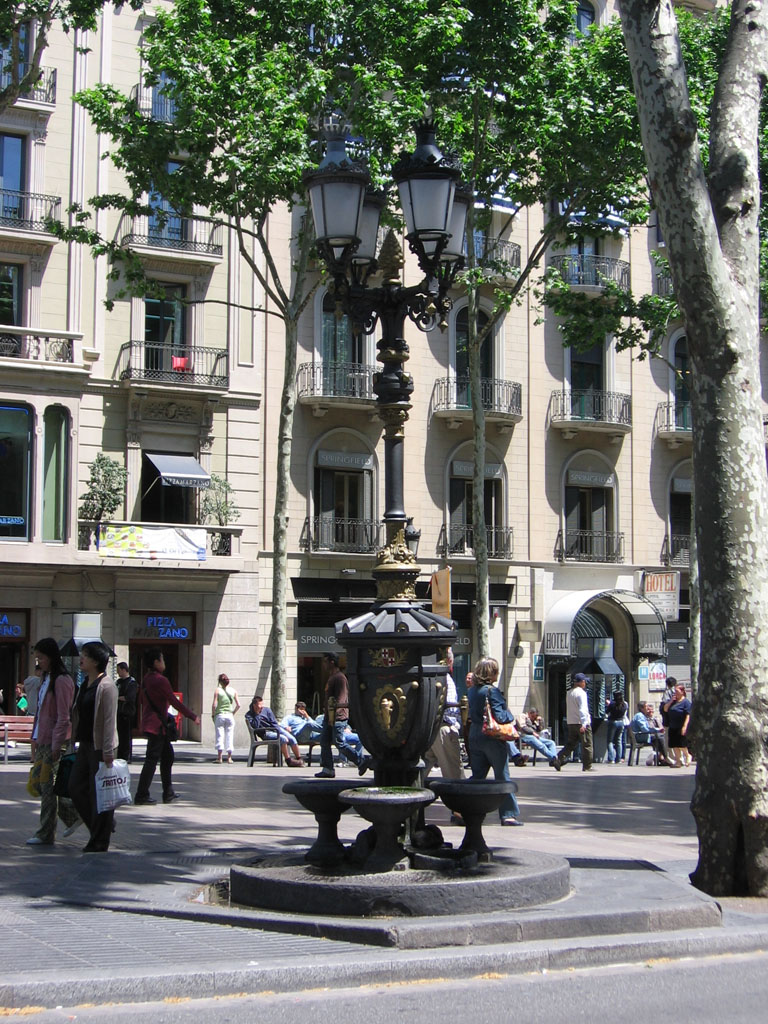
Фонтан Каналетес
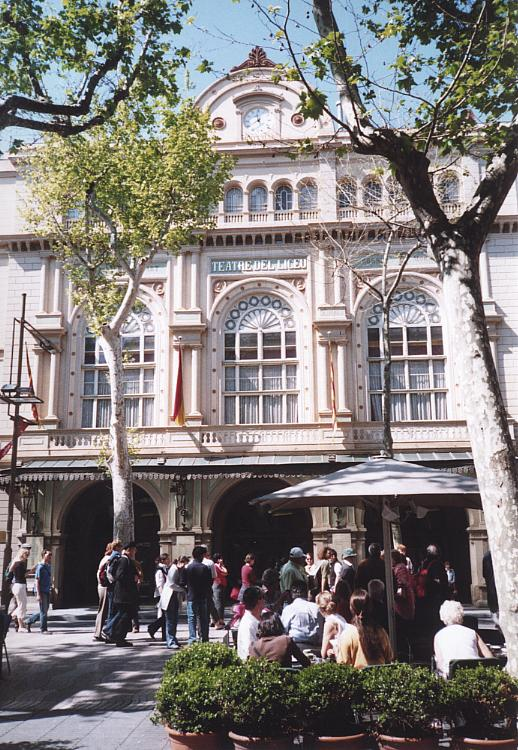
Театр «Лисео»
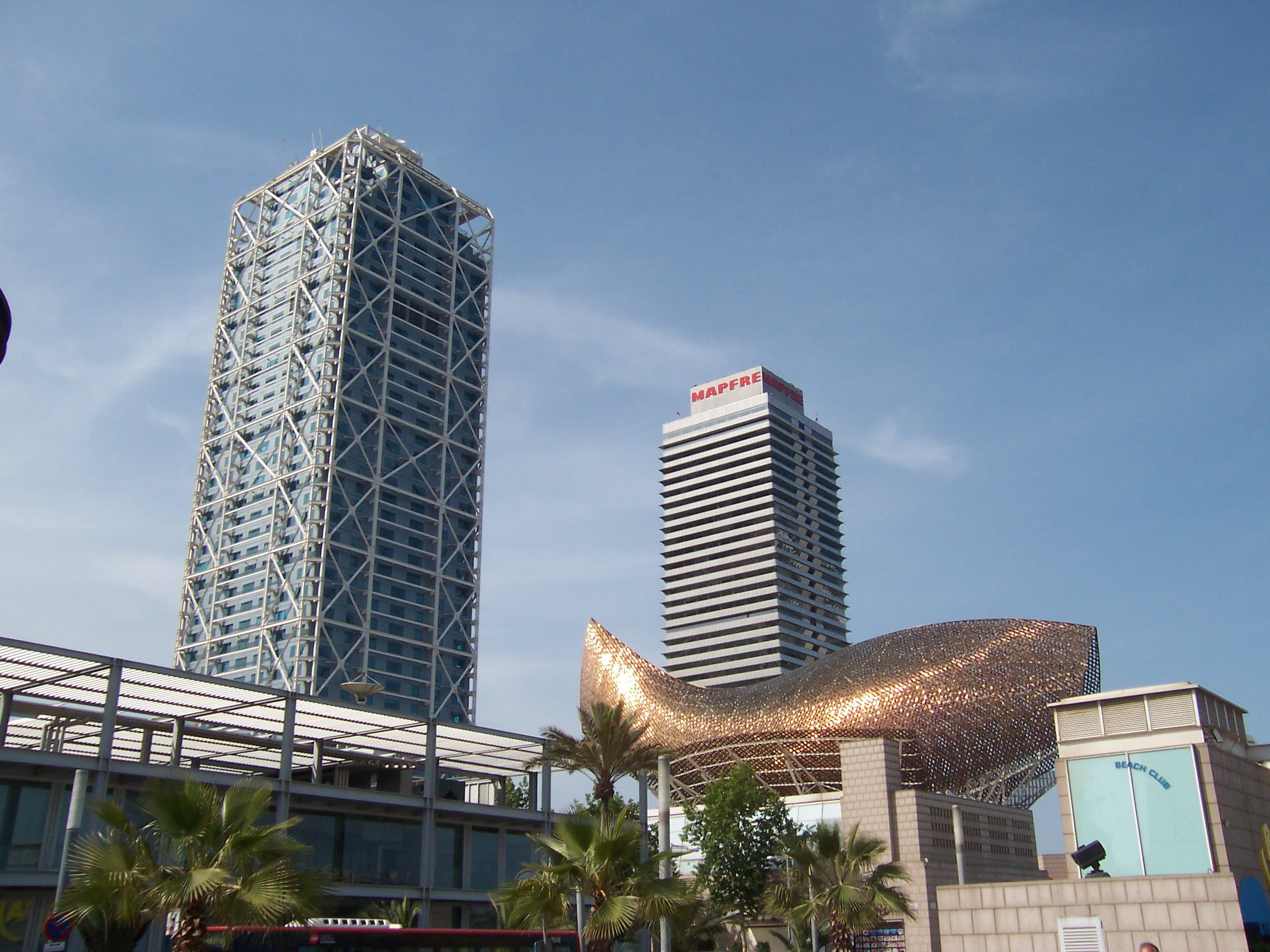
Небоскрёбы олимпийской деревни

К Олимпийским играм 1992 г. был построен новый жилой район. В этом районе расположены Олимпийский порт и два небоскрёба — отель «Артс» и здание страховой компании «Мапфре» высотой более 150 м. Здания построены по проекту архитекторов Брюса Грэхема, Иньиго Ортиса и Энрике Леона.

### Мальграт-де-Мар

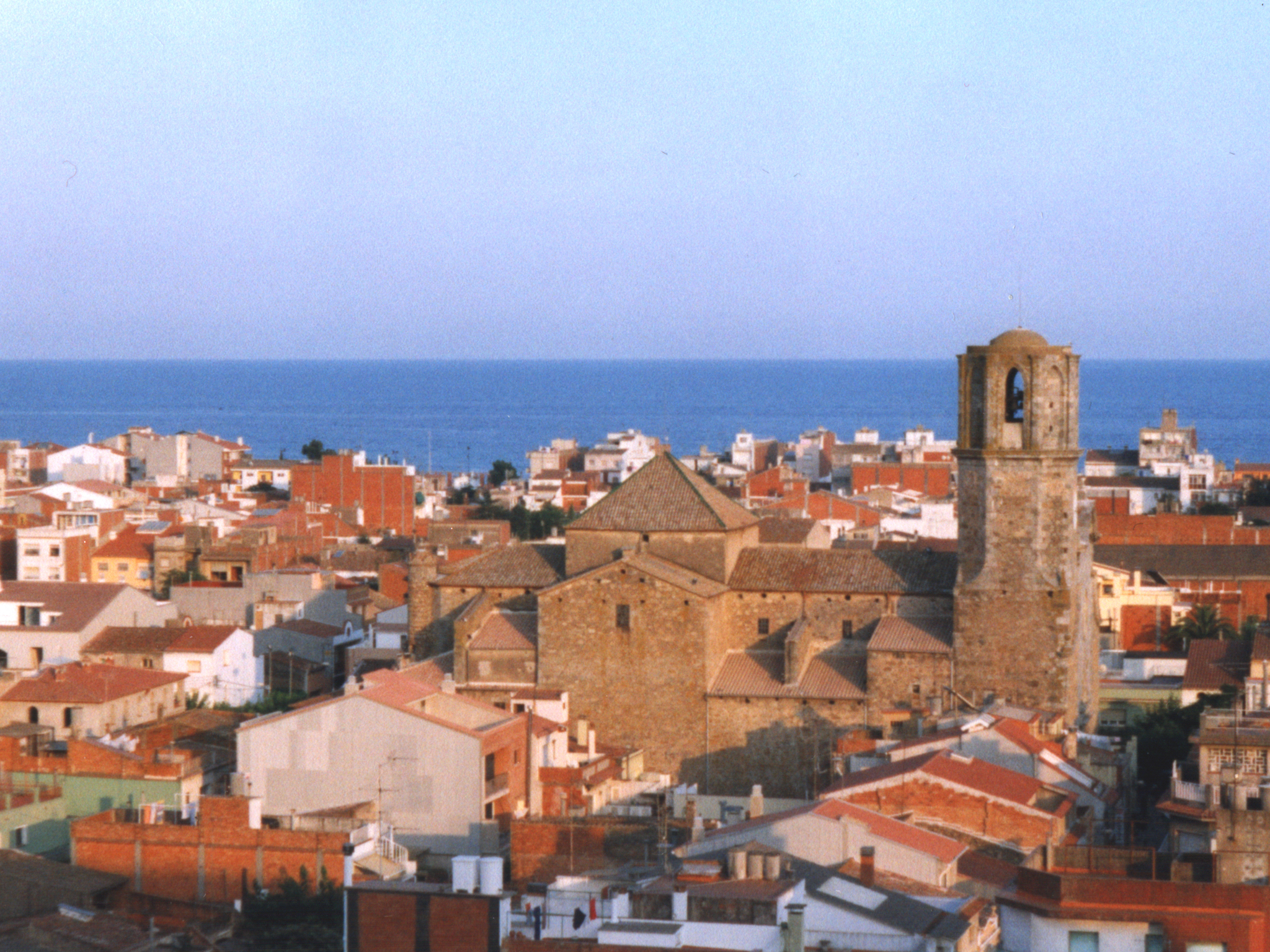
Malgrat de Mar

Город условно состоит из двух частей — "старый город", сохранивший свой первоначальный облик, где непосредственно проживает население Мальграт-де-Мар, и новой - застроенной многочисленными отелями, вдоль набережной Маритим. Новая часть города плавно перетекает в соседний город Санта-Сусанна. В старом городе основными достопримечательностями являются базилика Св. Николая Чудотворца, построенная в XVI веке, стоящая на уютной городской площади, старые виллы и дворцы. С площади около базилики на современном подъёмнике (высота 3—4 этажа) можно подняться на территорию бывшего маяка, который теперь является городским парком Дель Кастель, где по кругу, по сегментам высажены растения разных климатических поясов. Парк является отличной смотровой площадкой, с которой видна панорама города и моря, а также местом отдыха.
Неподалёку от Мальграт-де-Мар находится и зоопарк с морскими животными.

### Санта Сусанна
Небольшой курортный городок в самом центре Коста дель Маресме, идеально подходящий для семейного отдыха с детьми. Очень тихий и спокойный зимой, летом город наполняется туристами, приезжающими сюда со всех концов света. В старой части города Санта Сусанна, расположенной на живописных холмах, находится чудесный парк Parque Natural de la Font del Boter, известный своими целебными источниками горячих минеральных вод.

### Пинеда де Мар

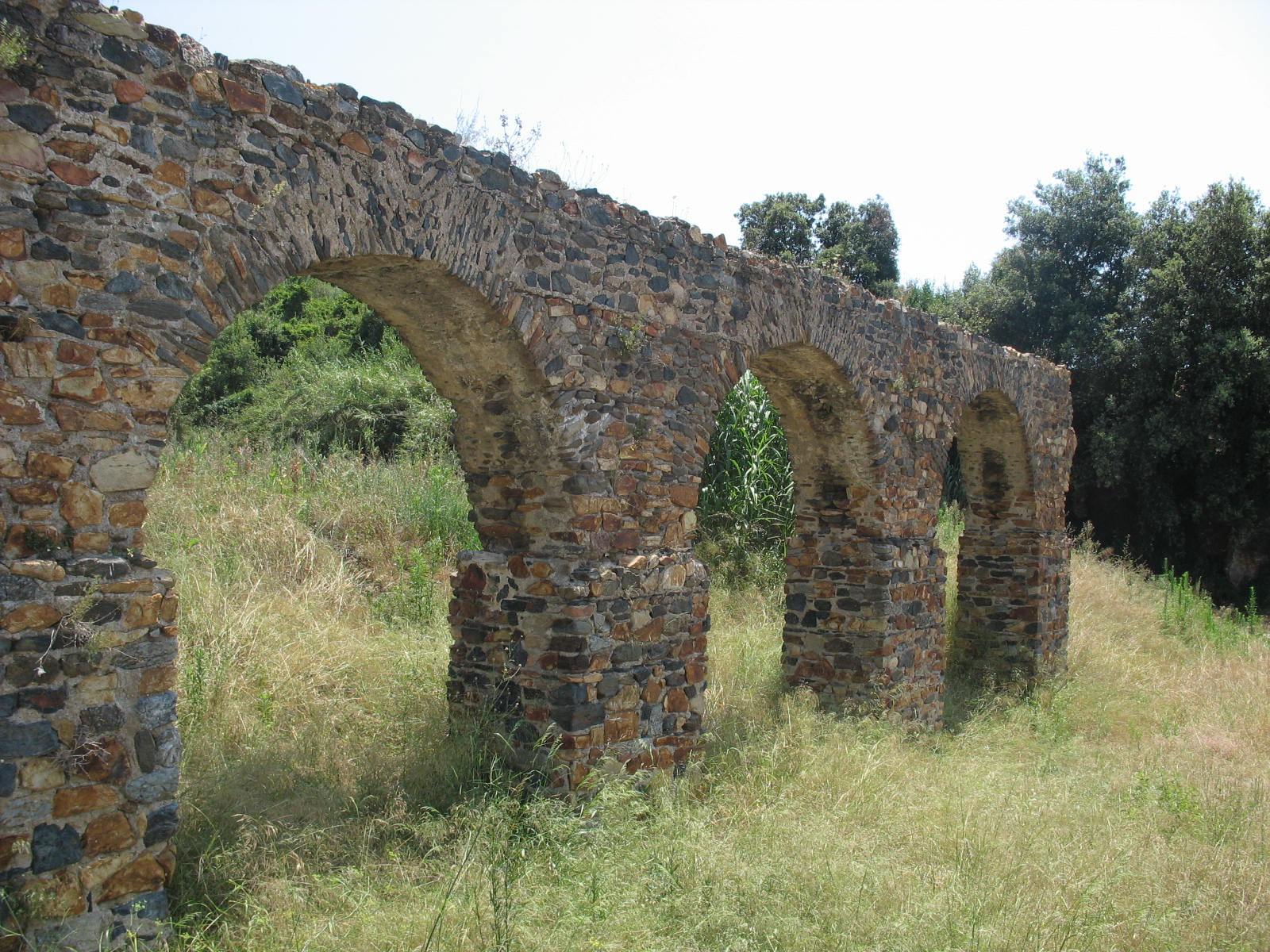
Остатки римского акведука
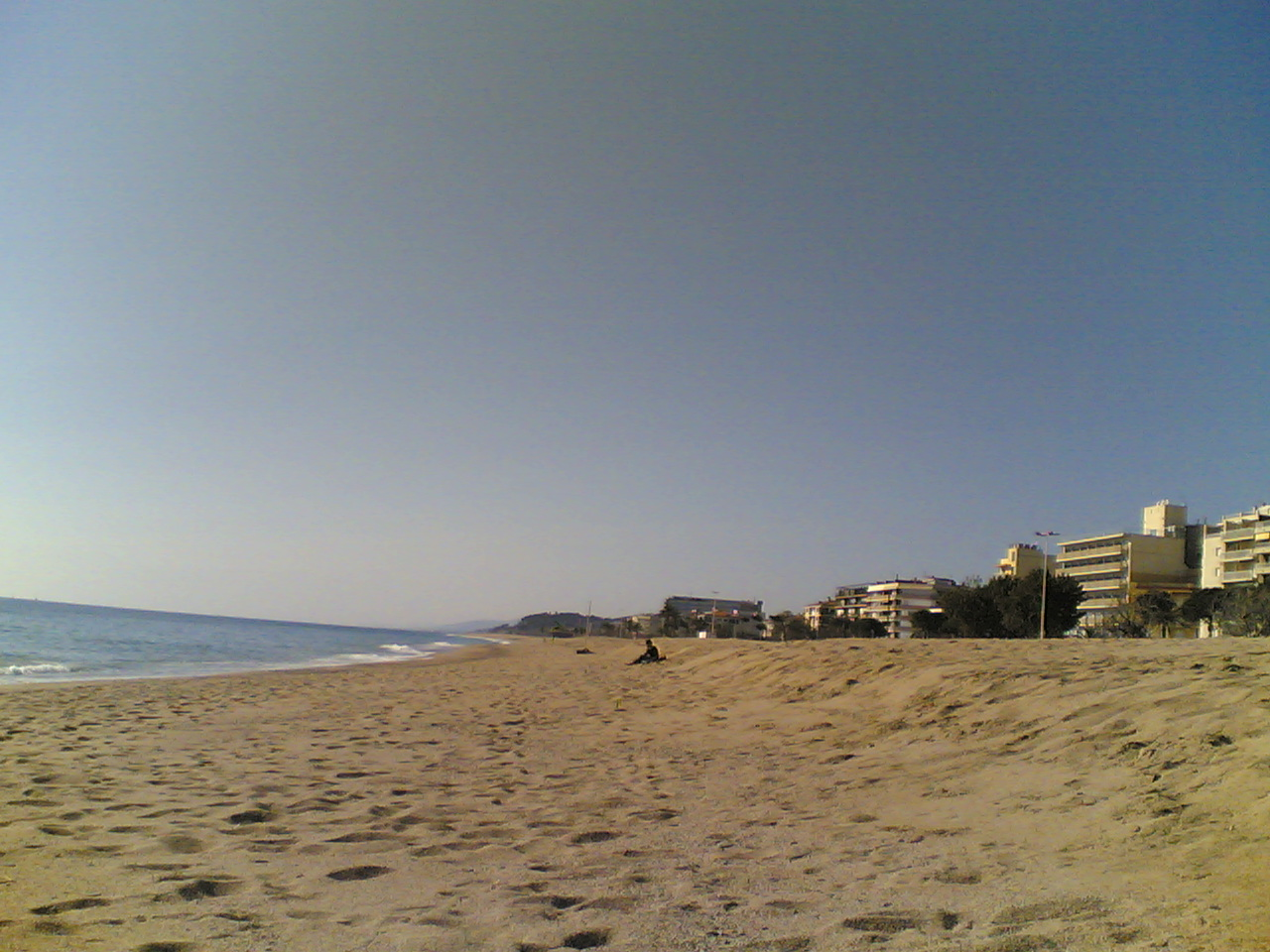
Пляж

Небольшой курортный городок в Каталонии, расположен в провинции Барселона, курорт на побережье Коста-дель-Маресме. Город, сохраняющий сельскохозяйственный характер, был основан римлянами в 1 веке н. э., с того времени здесь стоят четыре арки римского акведука, расположенные по дороге в заповедник Монтнегре (Montnegre). Развитие туризма повлекло за собой строительство отелей, пансионов, летних резиденций и кемпингов и привело к образованию инфраструктуры торговых и развлекательных центров.
Город делится на два района: исторический центр, разместившийся вокруг приходской церкви, и туристическая набережная, вдоль которой расположены многие отели, торговые заведения, бары, рестораны и кафе. К услугам гостей курорта обширные пляжи из крупного песка, протянувшиеся на многие километры, где можно приятно отдохнуть, расслабиться, позагорать, подышать свежим морским воздухом, посидеть на веранде одного из многочисленных прибрежных кафе и баров или заняться спортом. Среди главных достопримечательностей старого города особого внимания заслуживает церковь Святой Марии (Iglesia de Santa Maria) 16 века — прекрасное сооружение с необычным фасадом в стиле барокко. Дворец Кан-Хальпи (Can Jalpi), относящийся к 15—16 векам, находится недалеко от церкви. На горе видны развалины крепости Монтпалау (Montpalau), построенной в 11 веке для защиты побережья. На площади Пласа-де-Каталуния (Placa de Catalunya) можно увидеть интереснейшие здания и дворцы 18—19 веков. Наиболее оживлёнными центрами городской жизни являются площадь Пласа-де-лес-Мелиес (Placa de les Melies) и набережная Пасео Маритимо (Paseo Maritimo), где проводятся городские праздники и расположены самые популярные бары и рестораны города.

### Калелья

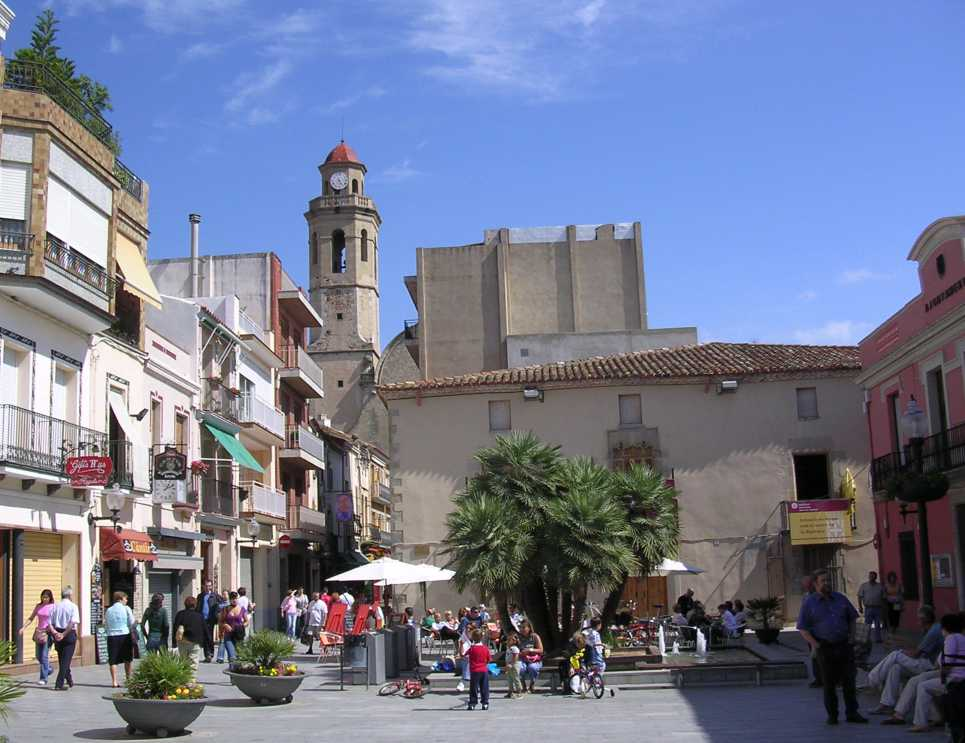
Площадь муниципалитета
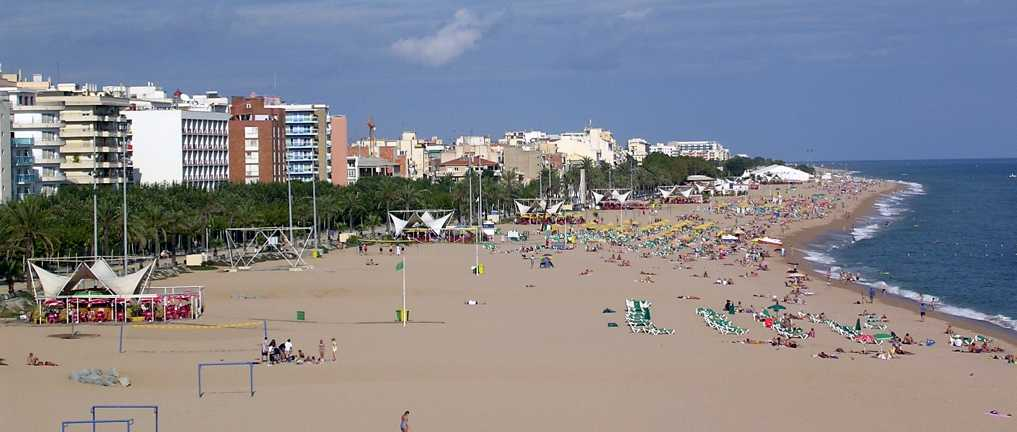
Пляж Калельи

Город в Каталонии, расположен в провинции Барселона, крупнейший курорт побережья Коста-дель-Маресме. В прошлом Калелья была рыбачьим поселением и обрела статус города в 1925 году. Огромный песчаный пляж, окаймленный со стороны набережной тенистой прогулочной аллеей и протянувшийся более чем на три километра вдоль всей городской линии, у города Сан-Пол-де-Мар переходит в скалистый участок побережья с утёсами и бухтами, напоминающими прибрежные пейзажи Коста-Брава.
Калелья является международным курортом, в котором можно встретить туристов из многих стран Европы. Один из прогулочных маршрутов проходит через центральную часть города. Здесь сосредоточено множество магазинов, сувенирных лавок, баров, кафе и ресторанов, предлагающих как интернациональную кухню, так и местные деликатесы. Ближе к ночи начинают работу дискотеки, фламенко-бары, ночные клубы и рестораны. Особенностью города является соседство современных отелей с историческими кварталами. Среди достопримечательностей города — церковь Святой Марии (Iglesia de Santa Maria, 16—18 вв.) в неоклассическом стиле, парк Мунисипаль-Далмау (Municipal Dalmau) с тропической растительностью, музей-архив Калельи.

### Сант Поль де Мар
Город расположен в 47 км до Барселоны. Здесь можно увидеть одну из самых интересных старинных церквей Каталонии — Iglesia de Sant Pau, сохранившуюся от монастыря VI—VII веков. Храм находится в восточной части города и считается его символом.
Один из туристических центров побережья Коста-дель-Маресме. Его просторные песчаные пляжи, менее переполненные, чем пляжи более крупных курортов, привлекают любителей расслабляющего отдыха и подходят для отдыха семьёй с детьми. Город разделён на две части лентой автомобильного шоссе. Курортная зона расположена вдоль побережья и соединяется с соседним курортом Мальграт-де-Мар. Историческая часть города расположена над шоссе, на холмах, покрытых густой растительностью. Здесь можно увидеть сторожевую башню 16 века, а также отреставрированный дворец-замок Кастель-де-Кан-Ратес (Castell de Can Rates), на территории которого расположен культурно-художественный центр. Рядом со старым городом находится парк Парке-Натураль-де-ла-Фонт-дель-Ботер (Parque Natural de la Font del Boter). В этом районе, среди многообразия тропических деревьев и цветов, бьют знаменитые местные целебные источники горячих и минеральных вод.

### Монастырь Монсеррат

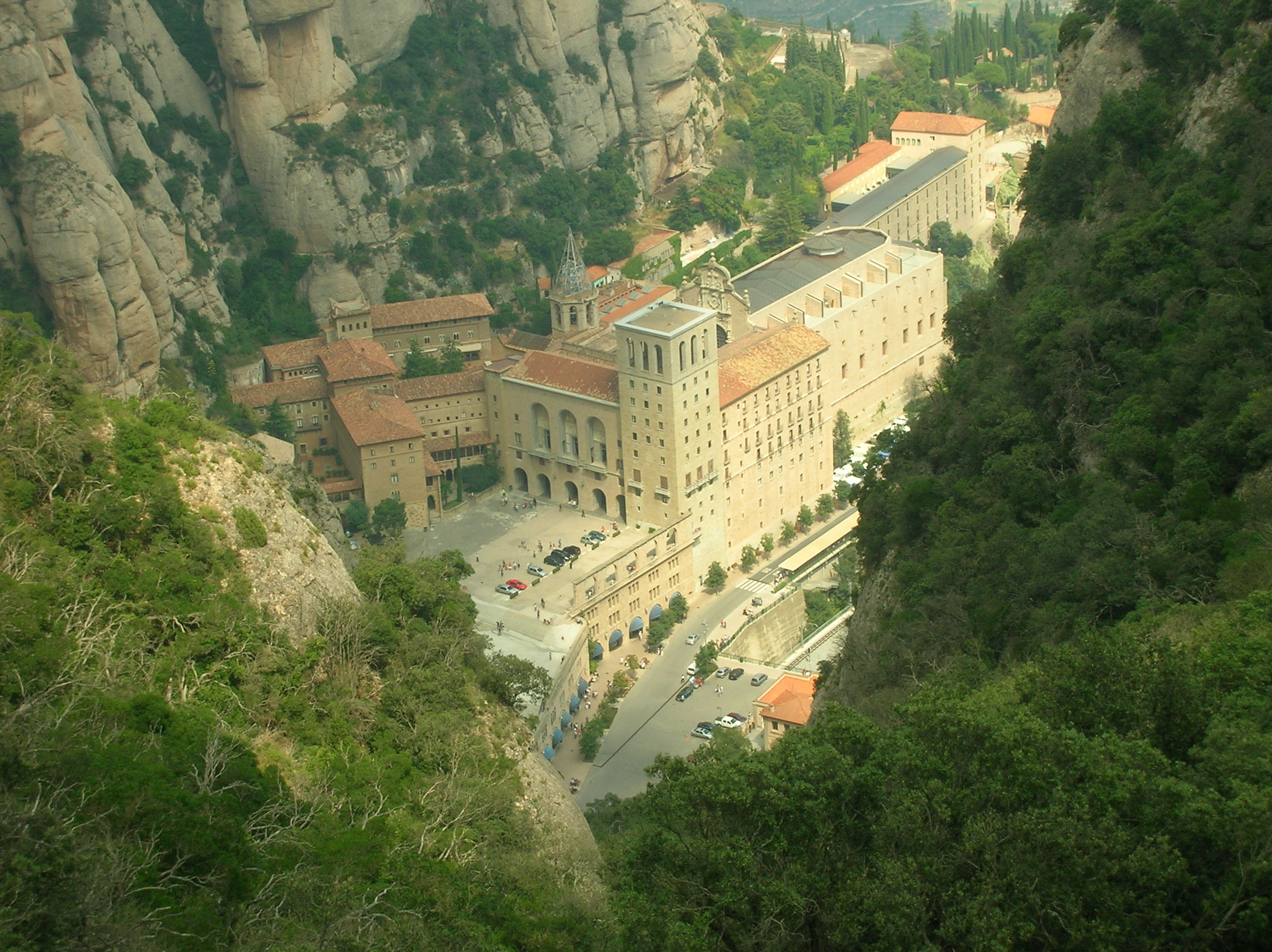
Монастырь Монсеррат

Монсеррат — горный массив на севере Испании, в сердце провинции Каталония, недалеко от Барселоны. Горы необыкновенно красивы, причудливые каменныe образования местами похожи на замки из мокрого песка, а местами напоминают огромных истуканов, вызывающих одновременно восхищение и ужас. В горах расположен бенедиктинский монастырь, до которого из долины реки Llobregat можно добраться за несколько часов пешего пути по горной тропе. Место это издавна привлекало к себе паломников и туристов, и в 1892 году там был построен фуникулёр от местечка Monistrol de Montserrat до монастыря. Впоследствии он был заменён канатной дорогой, но старый фуникулёр все ещё возит туристов от монастыря к вершине горы Santa Magdalena, откуда по тропинке можно добраться до отшельнического скита St. Jeroni.

### Поющие фонтаны
Каждое представление состоит из двух актов по 20 мин. Это огромный фонтан, который состоит из множества маленьких. Под музыку Чайковского, Баха, Бетховена он начинает переливаться несколькими тысячами цветами, меняя постоянно свои очертания. Фонтан как будто танцует. За весь акт форма фонтана ни разу не повторяется.
До недавнего времени фонтан полностью был «ручным». Им управлял человек: и музыкой, и формой, и цветами, как органом. Но в век компьютеров большинство функций автоматизировали. Но от этого зрелище не перестало быть интересным и захватывающим.
Этот фонтан как живой, он полностью чувствует все переходы в мелодии и как будто дышит. Его даже можно назвать не поющим фонтаном, а танцующим, настолько он воодушевлён.
Фонтан расположен около дворца, что придаёт ему ещё более шикарный вид.

### Испанская деревня

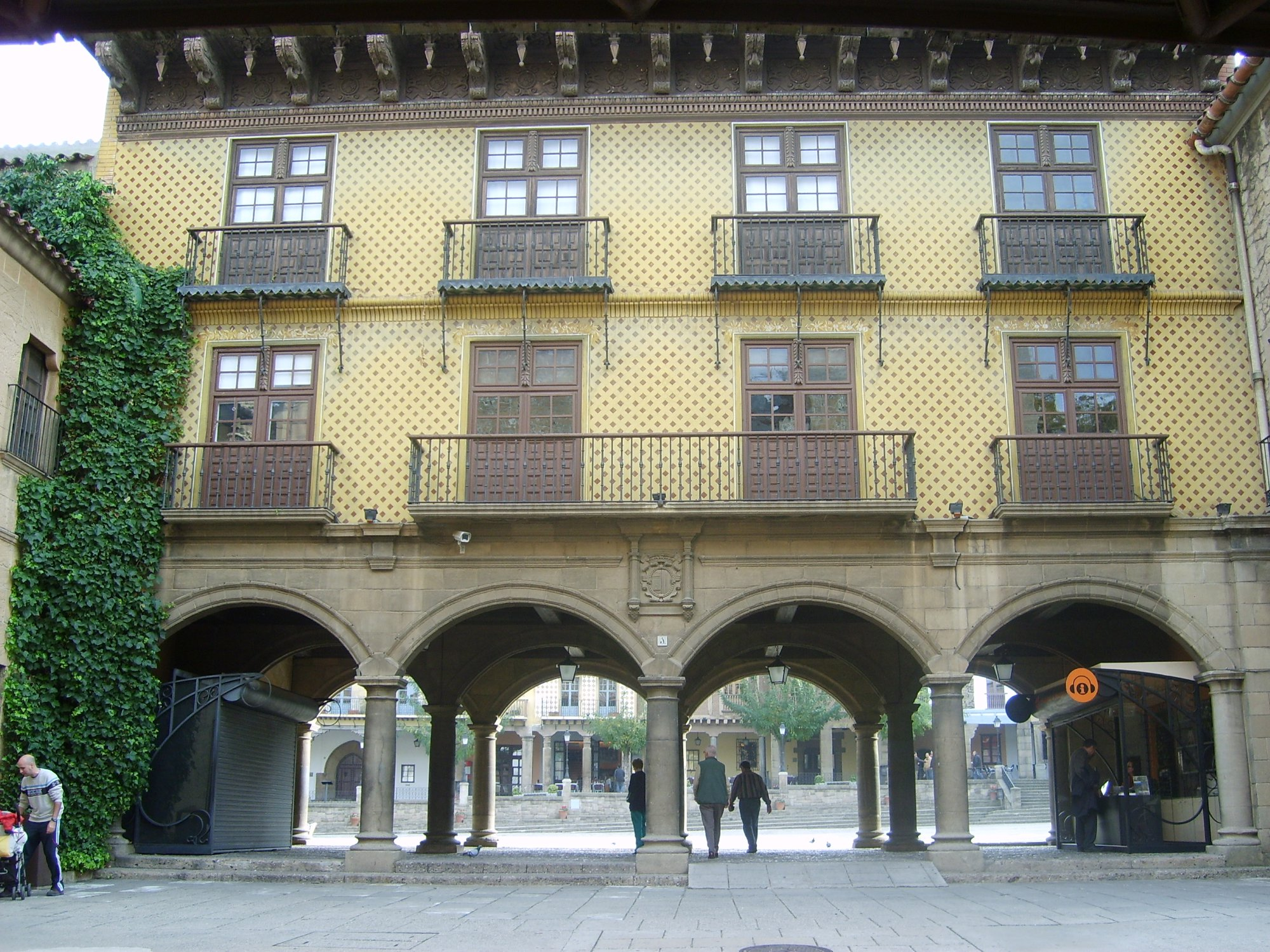
Испанская деревня

Испанская деревня (Poble Espanyol) — это город мастеров и ремесленников, город-музей, город ночных развлечений, торговых лавок, баров и ресторанов, выставок и концертов… А ещё это архитектурный музей под открытым небом, в котором в натуральную или немного уменьшенную величину собраны копии наиболее красивых и известных зданий испанской архитектуры.
Этот архитектурный комплекс был построен в 1927 году, а его открытие было приурочено к открытию Всемирной выставки 1929 года в Барселоне. Его авторы Шавьер Ногес, Микель Утрильто и Рамон Равентос предварительно основательно ознакомились с наследием средневековой, ренессансной и барочной архитектуры различных уголков Испании. Здесь собрано 116 домов, церквей и дворцов, относящихся к различным эпохам, но, независимо от этого, представляющим архитектурный и художественный интерес. Пуэбло Эспаньол был первым подобным проектом. 'Швейцарская деревушка' в Женеве, 'Деревня фараонов' на Ниле в Египте и многие другие местечки с фольклорно-архитектурным уклоном появились позднее.
Пройдя через высокие ворота (копия средневековых крепостных ворот Сан-Висенте города Авила), мы попадём на Кастильскую площадь. С правой стороны расположились постройки города Касереса. Напротив, через портики наваррского городка Сангуэсы, видна Пласа Майор — собирательный образ центральной, главной площади многих испанских городков. Она окружена зданиями, происходящими из Арагона, Бургоса, Наварры, Сории, Кастильи, Тэруэля и Каталонии. Здесь часто проводятся концерты, всенародные праздничные мероприятия, ужины 'де гала'. Рядом находится копия муниципалитета Вальдерроблес — постройки эпохи Ренессанса.
С площади можно пойти в нескольких направлениях, среди которых есть и тупиковые. Если подняться вверх по лестнице Сантьяго-де-Компостела, окружённой домиками из Галисии, попадете к центральной башне Утебо. С другой стороны площади начинается улица Кабальерос, напоминающая кастильские улочки. За нависающей над её мостовой аркой Майа улица Кабальерос переходит в улицу Принца де Вианы, застроенную домами Страны Басков и Наварры.
За крепостными стенами, чуть выше на холме, приютились монастырь римской эпохи и храм, скопированные с оригиналов из каталонских Пиренеев. Валенсия и Мурсия представлены постройками на улице Леванте. А на улочке Аркос, воспроизводящей анадалусийский стиль в чистом виде, вас давно поджидает на балкончике обнажённая дама. Эта статуя значительно оживляет туристические снимки, сделанные на память.
Пуэбло Эспаньол позволяет не только побывать в семнадцати автономиях, формирующих Испанию, но и познакомиться с творчеством и типичными поделками, создающимися мастерами этих регионов. Днём на улочках Пуэбло Эспаньол многолюдно. Туристы щёлкают фотоаппаратами и заглядывают в лавки в поисках сувенирчиков на память. Наряду с традиционным 'набором туриста' здесь можно приобрести действительно уникальные вещи ручной работы. По утрам открывают свои двери ремесленные мастерские. Они организуют курсы и проводят мастер-классы как для каталонских школьников и студентов, так и для всех желающих.
После проведения Международной выставки 1929 года Пуэбло Эспаньол хотели снести. Но барселонцы отстояли свой Город Мастеров, и сегодня он является одним из наиболее посещаемых мест каталонской столицы.